# Lista dos maiores públicos do Campeonato Brasileiro de Futebol - Série C
Esta é uma lista dos maiores públicos do Campeonato Brasileiro de Futebol - Série C, competição nacional de clubes de futebol do Brasil, organizada pela Confederação Brasileira de Futebol (CBF), que equivale à terceira divisão do futebol brasileiro.
Historicamente, os grandes públicos em partidas da Série C são alavancados graças às torcidas da região Nordeste. Na lista com os 30 maiores públicos presentes da competição, em 19 ocasiões o mandante foi um time nordestino.
O maior público da história da competição aconteceu na edição de 1997: segundo o jornal O Imparcial, 65.616 pessoas compareceram ao Castelão, em São Luís, para assistir ao derradeiro confronto daquela Série C, no qual o Sampaio Corrêa derrotou o Francana por 3–1 e conquistou o título de forma invicta.
O Fortaleza aparece com os três maiores públicos seguintes, todos acima de 63 mil pessoas, em confrontos válidos pelas quartas de final a partir de 2014 até 2016, quando o clube deixou o acesso escapar por três anos consecutivos, contra Macaé, Brasil de Pelotas e Juventude. Curiosamente, na edição de 2017, quando finalmente conseguiu avançar nesta etapa do torneio e garantir a promoção, a torcida compareceu em menor número, levando pouco mais de 40 mil pessoas à Arena Castelão.
Quem domina a tabela é o Bahia, contabilizando oito dos maiores públicos da terceira divisão: um em 2006 e os demais na campanha do acesso em 2007. Um deles, contudo, ficou marcado por uma enorme tragédia: na partida que sacramentaria a promoção do Tricolor de Aço, contra o Vila Nova, 60.007 pessoas compareceram à antiga Fonte Nova. Com mais de 60 mil pessoas e infra-estrutura precária no estádio, parte da arquibancada superior desabou, causando a morte de sete pessoas e deixando quase uma centena de feridos.

## Lista
Estes são os 30 maiores públicos presentes da história da Série C:
| N.º | Público | Mandante        | Placar | Visitante           | Estádio           | Data           | Ano  | Ref.   |
| --- | ------- | --------------- | ------ | ------------------- | ----------------- | -------------- | ---- | ------ |
| 1   | 65 616  | Sampaio Corrêa  | 3–1    | Francana            | Castelão          | 30 de novembro | 1997 | [ 2 ]  |
| 2   | 63 903  | Fortaleza       | 0–0    | Brasil de Pelotas   | Arena Castelão    | 17 de outubro  | 2015 | [ 6 ]  |
| 2   | 63 903  | Fortaleza       | 1–1    | Juventude           | Arena Castelão    | 9 de outubro   | 2016 | [ 7 ]  |
| 4   | 63 254  | Fortaleza       | 1–1    | Macaé               | Arena Castelão    | 25 de outubro  | 2014 | [ 8 ]  |
| 5   | 60 860  | Bahia           | 2–2    | Bragantino          | Fonte Nova        | 31 de outubro  | 2007 | [ 9 ]  |
| 6   | 60 007  | Bahia           | 0–0    | Vila Nova           | Fonte Nova        | 25 de novembro | 2007 | [ 10 ] |
| 7   | 60 000  | Santa Cruz      | 2–1    | Betim               | Arruda            | 3 de novembro  | 2013 | [ 11 ] |
| 8   | ≅60 000 | Moto Club       | 1–1    | Fluminense          | Castelão          | 8 de novembro  | 1999 | [ 12 ] |
| 9   | 59 917  | Bahia           | 3–0    | ABC                 | Fonte Nova        | 22 de novembro | 2007 | [ 13 ] |
| 10  | 59 797  | Bahia           | 1–0    | CRAC                | Fonte Nova        | 14 de outubro  | 2007 | [ 14 ] |
| 11  | 59 599  | Bahia           | 1–1    | Atlético Goianiense | Fonte Nova        | 11 de novembro | 2007 | [ 15 ] |
| 12  | 57 143  | Fortaleza       | 2–2    | Sampaio Corrêa      | Arena Castelão    | 13 de outubro  | 2013 | [ 16 ] |
| 13  | 55 185  | São Raimundo-AM | 0–1    | Fluminense          | Vivaldão          | 12 de dezembro | 1999 | [ 17 ] |
| 14  | 54 864  | Remo            | 1–0    | São Bernardo        | Mangueirão        | 29 de setembro | 2024 | [ 18 ] |
| 15  | 50 721  | Bahia           | 2–2    | Barras              | Fonte Nova        | 24 de outubro  | 2007 | [ 19 ] |
| 16  | 49 807  | Paysandu        | 1–2    | Amazonas            | Mangueirão        | 1 de outubro   | 2023 | [ 20 ] |
| 17  | 49 777  | Paysandu        | 1–0    | Botafogo-PB         | Mangueirão        | 17 de setembro | 2023 | [ 21 ] |
| 18  | 49 476  | Santa Cruz      | 1–0    | Operário-PR         | Arruda            | 19 de agosto   | 2018 | [ 22 ] |
| 19  | 47 321  | Bahia           | 1–0    | Ananindeua          | Fonte Nova        | 17 de setembro | 2006 | [ 23 ] |
| 20  | 45 841  | Remo            | 0–1    | Nacional-AM         | Mangueirão        | 16 de outubro  | 2005 | [ 24 ] |
| 21  | 45 128  | Bahia           | 3–0    | Nacional de Patos   | Fonte Nova        | 7 de novembro  | 2007 | [ 25 ] |
| 22  | 44 798  | Remo            | 2–1    | Botafogo-PB         | Mangueirão        | 31 de agosto   | 2024 | [ 26 ] |
| 23  | 44 778  | Fortaleza       | 1–2    | CSA                 | Arena Castelão    | 14 de outubro  | 2017 | [ 27 ] |
| 24  | 44 500  | Amazonas        | 2–0    | Botafogo-PB         | Arena da Amazônia | 7 de outubro   | 2023 | [ 28 ] |
| 25  | 44 097  | Remo            | 2–2    | Ipatinga            | Mangueirão        | 13 de novembro | 2005 | [ 29 ] |
| 26  | 43 502  | Sampaio Corrêa  | 5–3    | Macaé               | Castelão          | 19 de outubro  | 2013 | [ 30 ] |
| 27  | 42 086  | Remo            | 4–1    | Tocantinópolis      | Mangueirão        | 18 de setembro | 2005 | [ 31 ] |
| 28  | 41 311  | Cuiabá          | 0–1    | Operário-PR         | Arena Pantanal    | 22 de setembro | 2018 | [ 32 ] |
| 29  | 40 914  | Vila Nova       | 4–1    | Londrina            | Serra Dourada     | 21 de novembro | 2015 | [ 33 ] |
| 30  | 40 102  | Fortaleza       | 2–0    | Tupi                | Arena Castelão    | 16 de setembro | 2017 | [ 3 ]  |